# Rising (Rainbow-album)
A Rising (másképp Rainbow Rising) az angol Rainbow hard rock együttes második nagylemeze. Az előző album megjelenése után csak Blackmore és Dio maradtak a zenekar tagjai. Az új lemezt már Tony Carey billentyűssel, Jimmy Bain basszusgitárossal és Cozy Powell dobossal vették fel.
A lemezt 2017-ben a Rolling Stone magazin a Minden idők 100 legjobb metalalbuma listáján a 48. helyre rangsorolta.

## Háttér
Ronnie James Dio ezen az albumon dolgozott együtt először Jimmy Bainnel, a későbbi Dio-taggal. A lemez legismertebb dala a Stargazer, melyben a Müncheni Filharmonikusok is megszólalnak.
A Rising az Egyesült Királyságban 6., Amerikában a 48. helyet érte el az albumlistán.

## Dalok
A dalokat Blackmore és Dio írta.

### Első oldal
1. Tarot Woman - 5:58
2. Run with the Wolf - 3:48
3. Starstruck - 4:06
4. Do You Close Your Eyes - 2:58

### Második oldal
1. Stargazer - 8:26
2. A Light in the Black - 8:12

## Zenészek
- Ronnie James Dio - ének
- Ritchie Blackmore - gitár
- Tony Carey - billentyűs hangszerek
- Jimmy Bain - basszusgitár
- Cozy Powell - dobok
- Müncheni Filharmonikusok - vonósok, kürt
- Fritz Sonnleitner - koncertmester
- Rainer Pietsch - karmester